# Diritti digitali
Il termine diritti digitali è indicativo della libertà degli individui di agire liberamente per mezzo del computer, di ogni sua periferica elettronica e delle comunicazioni via rete.
Il termine è particolarmente correlato a una serie di azioni che sarebbero normalmente permesse in accordo con i diritti dell'individuo come essi esistono in ogni altro aspetto della vita, ma che sono stati cambiati dalla tecnologia digitale.
Nel 2005, il britannico Open Rights Group pubblicò una documentazione che raggruppava tutte le organizzazioni e le persone attive nella causa di preservare i diritti digitali. mind-map diagram. 
In questa documentazione si possono individuare i gruppi, gli individui e i siti web interessati a questa materia.

## Diritti di accesso alla rete
L’Unione europea (UE), con la Dichiarazione europea sui diritti e i principi digitali per il decennio digitale (2023/C 23/01), ha indicato come applicare i valori e diritti fondamentali riconosciuti a livello europeo nell’ambiente digitale, dal momento che la trasformazione digitale interessa ogni aspetto della vita delle persone e rappresenta una sfida per i singoli individui, le società democratiche e le economie. La Dichiarazione ha natura dichiarativa e, in quanto tale, non incide sul contenuto delle norme giuridiche o sulla loro applicazione, ma indica agli Stati membri la visione dell’UE per la trasformazione digitale, con l’obiettivo di promuovere un modello europeo che metta al centro le persone, riaffermi i diritti umani universali e apporti benefici a persone, imprese e società.
La Dichiarazione individua tra i diritti digitali:
- il diritto alla connettività: “Ogni persona, ovunque nell’UE, dovrebbe avere accesso alla connettività digitale ad alta velocità a prezzi accessibili”
- il diritto a istruzione, formazione e competenze digitali: “ogni persona ha diritto all’istruzione, alla formazione e all’apprendimento permanente e dovrebbe poter acquisire tutte le competenze digitali di base e avanzate”
- il diritto a fruire di servizi pubblici digitali online: “ogni persona dovrebbe avere accesso online ai servizi pubblici principali nell’UE. A nessuno deve essere chiesto di fornire dati più spesso di quanto necessario durante l’accesso ai servizi pubblici digitali e il loro utilizzo”

e dedica un intero capitolo alla “libertà di scelta” riferita sia alle interazioni con algoritmi e sistemi di intelligenza artificiale sia all’ambiente digitale in senso lato, riconoscendo che “ogni persona dovrebbe essere in grado di scegliere realmente e liberamente quali servizi online utilizzare, sulla base di informazioni obiettive, trasparenti, facilmente accessibili e affidabili”.
La Commissione Europea monitora l'applicazione dei diritti e dei principi digitali in tutta l'UE e pubblica una relazione annuale di monitoraggio insieme alla relazione sullo stato del decennio digitale. Il Monitoraggio dei diritti e dei principi digitali – Studio di sostegno 2024 - ha rilevato che permangono lacune in settori quali la promozione di tecnologie sostenibili o la garanzia di un ambiente digitale equo e suggerisce di intraprendere ulteriori azioni per rafforzare il profilo della dichiarazione e garantire l'attuazione dei diritti e dei principi digitali a livello nazionale.
In Italia, il Codice dell'amministrazione digitale (Decreto Legislativo 82/2005), all’articolo 17, comma 1-quinquies, ha disposto la pubblicazione, da parte dell’Agenzia per l’Italia digitale (AgID), di una guida di riepilogo dei diritti di cittadinanza digitali previsti dal Codice stesso: la “Guida dei diritti di cittadinanza digitale” (Determinazione n.57/2022), in cui si afferma che “i diritti di cittadinanza digitali risultano concreti quando chiunque può:
- accedere ai servizi online in maniera semplice, sicura e veloce (diritto all’uso delle tecnologie, Identità digitale, accessibilità di siti web e applicazioni mobili);
- acquisire rapidamente informazioni affidabili e/o esprimere chiaramente la propria esigenza, instaurando una comunicazione rapida e con pieno valore giuridico con la pubblica amministrazione alla quale ci si rivolge per un procedimento o un servizio (istanze telematiche, comunicazioni elettroniche, domicilio digitale);
- beneficiare di modalità di pagamento digitali che assicurino maggiore trasparenza e sicurezza (pagamenti con modalità informatiche)”.

Diversi Paesi hanno adottato leggi che richiedono allo Stato una garanzia affinché l'accesso ad internet sia facilmente disponibile e prevenirne la limitazione d'accesso:
- Costa Rica: il 30 luglio 2010 la sentenza della Corte Suprema della Costa Rica ha dichiarato: "Senza timore di equivoci, si può dire che queste tecnologie [tecnologie dell'informazione e della comunicazione] hanno influenzato il modo in cui gli esseri umani comunicano, agevolando la connessione tra le persone e le istituzioni in tutto il mondo ed eliminando le barriere di spazio e tempo. In questo momento, l'accesso a queste tecnologie diventa uno strumento fondamentale per facilitare l'esercizio dei diritti fondamentali quali la partecipazione democratica (democrazia digitale) e la presenza dei cittadini, l'educazione, la libertà di pensiero e di espressione, l'accesso a servizi pubblici on-line, il diritto di comunicare con il governo elettronico e la trasparenza amministrativa. Questo include il diritto fondamentale di accesso a queste tecnologie e, in particolare, il diritto di accesso a Internet o World Wide Web.[5]
- Estonia: nel 2000 il Parlamento ha lanciato una massiccia campagna per ampliare il bacino d'accesso alla rete. Internet, secondo le dichiarazioni del governo, è essenziale per la vita del XXI secolo.[6]
- Finlandia: secondo il Ministero dei Trasporti e delle Comunicazioni entro luglio 2010 ogni persona in Finlandia avrà la possibilità di accedere a una velocità di 1 Mbit/s a banda larga. Entro il 2015, la banda disponibile sarà di 100 Mbit/s.[7]
- Francia: nel giugno 2009 il Consiglio Costituzione, la più alta corte del Paese, ha dichiarato che l'accesso a Internet è un diritto umano fondamentale colpendo duramente la legge Hadopi, una legge che avrebbe rintracciato tossicodipendenti senza vertenza giudiziaria e tagliando automaticamente l'accesso alla rete a coloro che dopo due avvertimenti hanno continuato a scaricare materiale illecito.[8]
- Grecia: all'articolo 5-bis della Costituzione della Grecia viene affermato che tutte le persone hanno il diritto di partecipare alla società dell'informazione e che lo Stato ha l'obbligo di facilitare la produzione, lo scambio, la diffusione e l'accesso alle informazioni trasmesse per via elettronica.[9]
- Spagna: a partire dal 2011 Telefónica, l'ex monopolio di Stato che contiene contratto di "servizio universale" del Paese, deve garantire e offrire a prezzi ragionevoli una connessione a banda larga di almeno 1 Mb/s in tutta la Spagna.[10]

## Diritti digitali e lavoro
L'Unione Europea, con la Direttiva 2831/2024, ha introdotto un quadro normativo per regolare le condizioni di lavoro e proteggere i dati personali nel lavoro mediante piattaforme digitali: “introducendo misure volte a facilitare la determinazione della corretta situazione occupazionale delle persone che svolgono un lavoro mediante piattaforme digitali; promuovendo la trasparenza, l’equità, la supervisione umana, la sicurezza e la responsabilità nella gestione algoritmica del lavoro mediante piattaforme digitali; migliorando la trasparenza del lavoro mediante piattaforme digitali, anche in situazioni transfrontaliere”.